# Advanced Photo System

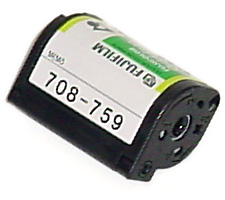
Rolo de IX240.

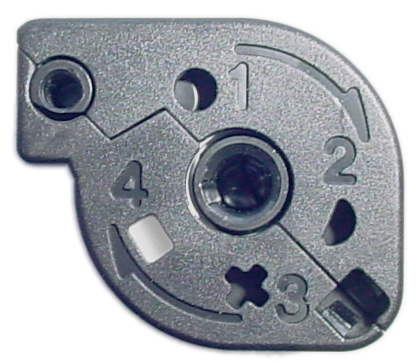
Indicadores de um rolo IX240.

O Advanced Photo System (abreviado APS, em portugues Sistema avançado de foto) foi um sistema de fotos de bitola reduzida apresentado em 1996, resultante de uma join venture das empresas Canon, Fujifilm, Kodak, Minolta e Nikon que juntos queriam informatizar o processo fotográfico, estabelecendo um novo padrão para a fotografia e, ao mesmo tempo, consolidando os avanços técnicos e tecnológicos alcançados no decorrer do empreendimento.
O nome comercial IX (como o IX da linha Advantix) foi dado para o APS. Apesar da sua tecnologia avançada, a linha IX teve uma existência efêmera. Perdeu mercado para as câmeras digitais compactas, que se tornavam cada vez melhores e mais acessíveis rapidamente. Em 2004, o IX sofreu descontinuidade, quando a Kodak deixou de fabricar câmeras e filmes Advantix.
Permaneceu a visão sistêmica do APS, que foi integrada, mais tarde (e com melhoramentos), à fotografia digital. Outra herança do APS é o tamanho APS-C (25,1 x 16,7 mm), aproveitado no design de câmeras SLR digitais para amadores avançados (prosumer, em inglês).

## Detalhes
O "Sistema Avançado de Fotografia" foi apresentado oficialmente em 22 de abril de 1996 e, não foi apenas o fruto do consenso em torno de um filme de bitola reduzida; a renovação se deu em escala mais ampla, pois se introduziram novidades em técnica fotográfica em todos os aspectos, destacando-se a capacidade de trocar de dados.
Os produtos desenvolvidos em conformidade com o APS levavam o nome Advantix, ou simplesmente IX, onde IX queria significar capacidade de trocar informações (Information eXchange).

## Filme
O filme Advantix é um filme negativo, com 24 mm de largura, em base de naftalato de polietileno (A-PEN), com emulsões melhoradas para fotos tamanho 30,2 x 16,7 mm, e acondicionada em cartucho especialmente compacto. O filme também inclui pistas ótica e magnética para gravação de dados que tornam possível a comunicação câmera→ filme→ laboratório. O filme é mantido dentro do cartucho depois da revelação para efeito de pós-processamento.
O APS oferece três opções de formato:
- H para "HDTV" (30,2 x 16,7 mm; relação 16:9; tamanho típico de impressão 4 x 7")
- C para "Classic" (25,1 x 16,7 mm; relação 3:2; tamanho típico de impressão 4 x 6")
- P para "Panoramic" (30,2 x 9,5 mm; relação 3:1; tamanho típico de impressão 4 x 12")

## Câmeras

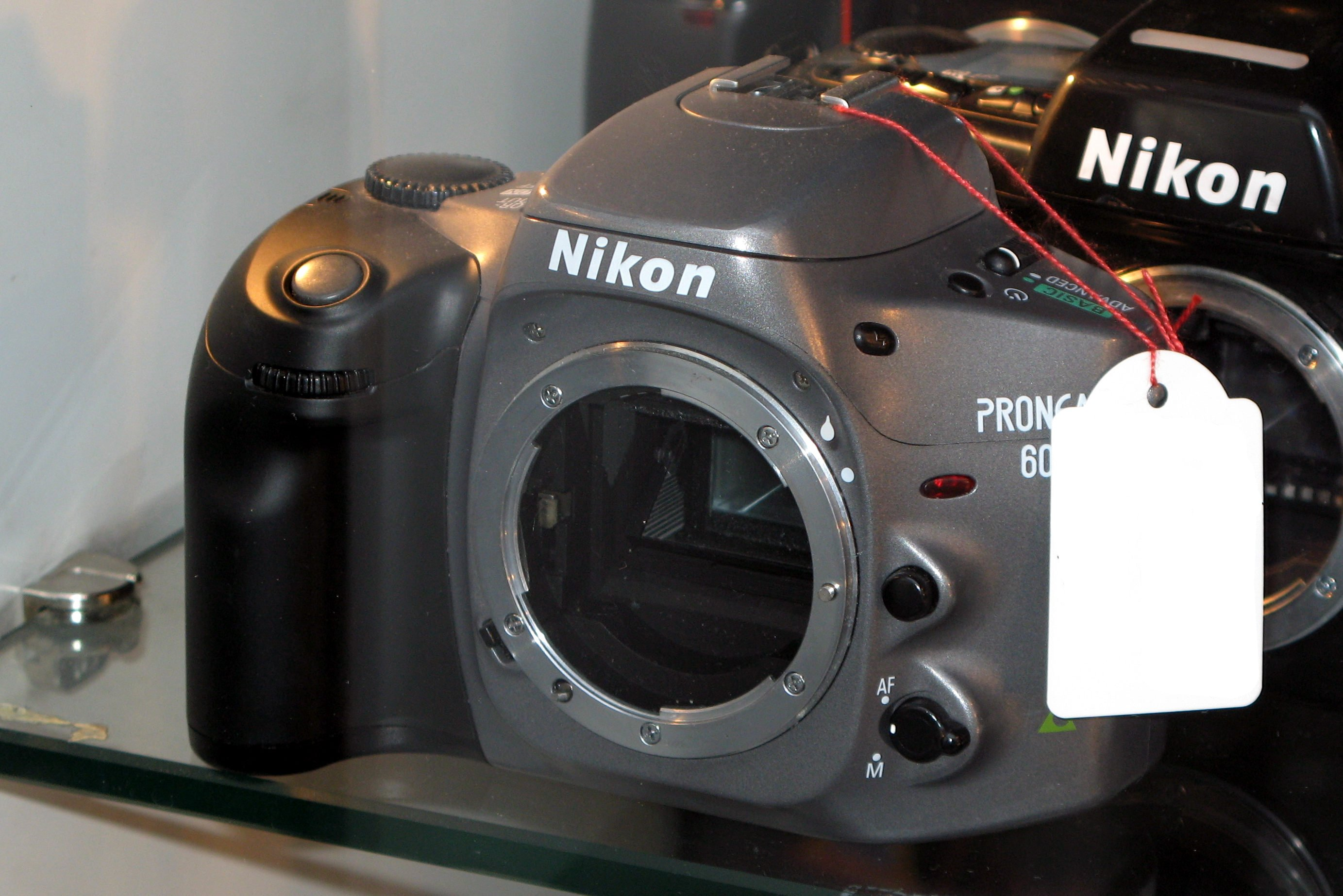
Uma câmara Nikon Pronea 600i, sistema APS.

O APS possibilitou o projeto de câmeras compactas especialmente pequenas e rápidas capazes de executar mais e novas funções. Por exemplo, as câmeras Advantix possibilitam intercambiar cartuchos nas câmeras sem ter terminado o filme, quer dizer, pode-se usar diferentes sensibilidades ISO, escolher entre filme B&P ou a cores, ou trocar de câmera). Outras opções são a escolha de diferentes formatos de fotos (H,C ou P).
Os fabricantes de câmeras desenvolveram câmeras SLR Advantix com carcaça que recebem objetivas desenhadas para a linha de câmeras 35 mm. O corte da imagem entre o formato APS e o 135 mm é de cerca de 1,25X para o APS-H, e de 1,5X entre o formato APS-C e o 135 mm.
As câmeras SLR digitais também são desenhadas para receber objetivas de câmeras 35 mm, inclusive das câmeras SLR analógicas.

## Revelação
Câmeras APS têm a opção de gravar informações sobre a banda de 24 mm na forma de informações óticas (IX ótico) e magnéticas (IX magnético). As informações gravadas na pista ótica necessitam ser reveladas. O bureau devolve o filme revelado no cartucho, com uma cópia índice, com todas as fotos aparecendo em miniatura na cartela, devidamente indexadas e demais configurações APS.

## Pós-revelação
Os filmes Advantix podem ser processados num minilab digital sem a intervenção direta do laboratorista. Por exemplo: um algoritmo de minilab, face à informação de que o flash foi usado na foto, pode minimizar a influência das áreas de sombras profundas. A quantidade de cópias e o seu tamanho, e um título para a foto, podem ser introduzidos no IX magnético pelo atendente do bureau.
Saída impressa em tamanho 4 x 5" (10 x 13 cm) é a recomendada. Uma saída em tamanho 8 x 10" (20 x 25 cm) já começa a apresentar falta de resolução.
Em 2007, os minilabs digitais já tinham sido redesenhados para revelação de imagens digitais e preparados para atender a uma redução na demanda de cópias por processo químico. Seus concorrentes diretos são as impressoras inkjet, mas a impressão doméstica continua muito dispendiosa, uma razão básica para a sobrevida dos minilabs.